# Glen Park Multi Sports Complex
Glen Park Multi Sports Complex – stadion piłkarski znajdujący się w mieście Vacoas-Phoenix na Mauritiusie. Posiada nawierzchnię trawiastą. Został otwarty w 2003 roku. Może pomieścić 1000 osób.